# Печинська сільська рада
Печи́нська сільська́ ра́да — колишній орган місцевого самоврядування у Тростянецькому районі Сумської області. Адміністративний центр — село Печини.

## Загальні відомості
- Населення ради: 530 осіб (станом на 2001 рік)

## Населені пункти
Сільській раді підпорядковані населені пункти:
- с. Печини
- с. Савелове

## Склад ради
Рада складається з 12 депутатів та голови.
- Голова ради: Зоріна Любов Миколаївна
- Секретар ради: Євсюкова Тетяна Петрівна

### Керівний склад попередніх скликань
| Прізвище, ім'я, по батькові | Основні відомості                                                                           | Дата обрання | Дата звільнення |
| --------------------------- | ------------------------------------------------------------------------------------------- | ------------ | --------------- |
| Зоріна Любов Миколаївна     | Сільський голова, 1973 року народження, освіта вища, позапартійна                           | 26.03.2006   | 31.10.2010      |
| Зоріна Любов Миколаївна     | Сільський голова, 1973 року народження, освіта вища, Всеукраїнське об'єднання «Батьківщина» | 31.10.2010   |                 |

Примітка: таблиця складена за даними сайту Верховної Ради України